# Sauer Flugmotoren
Sauer Flugmotorenbau ist ein Hersteller von Flugzeugmotoren aus Ober-Olm in Deutschland. Heute stellt Sauer luftgekühlte Zwei-Takt- und Vier-Takt-Motoren insbesondere für die Luftfahrt, aber auch andere Spezialanwendungen her. Darüber hinaus werden weitere Teile wie Getriebe für Luftfahrzeuge sowie Dienstleistungen, insbesondere Wartung und Reparatur von Flugzeugteilen, angeboten.
Sauer Flugmotoren werden vorrangig für Selbstbauluftfahrzeuge und Experimentals verwendet. Sie werden auch in größeren Stückzahlen produzierten Flugzeugen eingesetzt, dann allerdings häufig nur in alternativen Varianten mit geringen Stückzahlen.

## Geschichte
Die Anfänge von Sauer gehen auf Heinrich Sauer zurück, der im Jahr 1978 begann, den Motor des VW Käfer, ein luftgekühlter Boxermotor (Volkswagen Motor Typ 1, in seiner ursprünglichen Variante in den 1930er Jahren von Ferdinand Porsche entwickelt), zu einem Flugzeugmotor umzubauen. Die Zertifizierung als Luftfahrtmotor erfolgte dann im Jahr 1987.
Im Jahr 1990 wurde der Viertakter S 1800 vom Luftfahrt-Bundesamt erstmalig zertifiziert und zugelassen. Dieser Motor mit rund 50 PS (36 kW) Dauerleistung fand in verschiedenen Flugzeugen, insbesondere Motorseglern, Verwendung.
2005 schied Heinrich Sauer aus Altersgründen aus dem Unternehmen aus, für ihn übernahm Martin Manthey die Geschäftsführung.
Im Jahr 2023 gab das Luftfahrt-Bundesamt im Rahmen der Nachrichten für Luftfahrer bekannt, dass EASA-1-Formblätter gefunden wurden, welche rechtswidrig auf den Namen Sauer Flugmotoren ausgestellt worden sind. Die Teile, die mit Bezug auf diese Freigaben vertrieben worden sind, gelten als nicht lufttüchtig und die Verwendung in Luftfahrzeugen somit nicht zulässig.

## Motoren

Sauer S 1800

Die Modellbezeichnungen der Sauer-Motoren beziehen sich auf den Hubraum des Modells in Kubikzentimetern. Die nachfolgende Auflistung ist nicht vollständig; insbesondere für den Eigenbau und Experimentals wurden von Sauer weitere Motoren in kleinen Stückzahlen gefertigt. Einige der von Sauer vertriebenen Zweitaktmotoren mit zwei oder drei Zylindern wurden ursprünglich von Göbler-Hirthmotoren entwickelt und sind auch unter anderen Modellbezeichnungen erhältlich.

### Viertaktmotoren (Auswahl)
- Sauer S 1800 (Verwendung u. a.: Scheibe SF 25B, Fournier RF 4, AMS-Flight Carat)
- Sauer S 1800 UL (Verwendung: u. a. im Avid Flyer und Ikarus C22, Alpi Pioneer 200)
- Sauer S 1900 UL
- Sauer S 2100 und Sauer S 2100 UL, im Wesentlichen identisch
- Sauer S 2100 ULT, turboaufgeladener Motor
- Sauer S 2200 UL, Nachfolgemodell des Sauer S 2100 und S 2100 UL
- Sauer S 2400 UL
- Sauer S 2500
- Sauer S 2500 UL